# Julien Jousse
Julien Jousse (Les Issambres, 21 de Janeiro de 1986) é um piloto de carros profissional da França.

## Carreira

### Fórmula Ford
Depois de estar no karting entre 1997 e 2001, Julien Jousse iniciou a sua carreira de corridas em circuitos em 2002, na Fórmula Ford Kent. Em três corridas em que participou obteve três pódios, incluindo uma vitória. Em 2003 foi para a Fórmula Ford francesas, obtendo apenas um lugar no pódio, e acabando o ano no 9º lugar. Também participou no fim de temporada no Festival Fórmula Ford em Brands Hatch, acabando na 17ª posição.

### Fórmula Renault
Em 2004, Julien Jousse foi para o campeonato francês de Fórmula Renault 2.0 com a equipa Hexis Racing. Durante a sua primeira temporada obteve um lugar no pódio e acabou a época no 14º lugar. Continuou neste campeonato em 2005, mudando-se para uma equipa de ponta, a SG Formula. Obteve três pódios, incluindo uma primeira vitória em Magny-Cours, acabando em 6º no final. Também participou em seis corridas da Fórmula Renault 2.0 Eurocup, somando doze pontos e o 21º lugar final.
Julien Jousse ficou na Fórmula Renault francesa para uma terceira temporada em 2006, assegurando uma vitória e três pódios, obtendo o terceiro lugar final. Também competiu em duas corridas da Fórmula Renault 2.0 Eurocup, não conseguindo qualquer ponto.

### World Series by Renault
Em 2007, Julien Jousse foi para as World Series by Renault com a equipa francesa Tech 1 Racing. Acabou o ano no 10º lugar final, obtendo uma pole position, uma volta mais rápida e três lugares no pódio durante a temporada. Num ano muito bem sucedido, o seu colega de equipa, o português Álvaro Parente, venceu o campeonato de pilotos com a Tech 1 Racing obtendo o título de equipas. Julien Jousse ficou neste campeonato em 2008 para a segunda temporada, onde formou equipa com o seu compatriota Charles Pic.

### Registo nos monolugares
| Época | Campeonato                                | Equipa         | Corridas | Vitórias | Poles | Voltas mais rápidas | Pódios | Pontos | Posição |
| ----- | ----------------------------------------- | -------------- | -------- | -------- | ----- | ------------------- | ------ | ------ | ------- |
| 2002  | Fórmula Ford Kent                         | Maion Racing   | 3        | 1        | 1     | ?                   | 3      | ?      | ?       |
| 2003  | Fórmula Ford francesa                     | Pegasus Racing | ?        | ?        | ?     | ?                   | ?      | 54     | 9º      |
| 2004  | Campeonato francês de Fórmula Renault 2.0 | Hexis Racing   | 13       | 0        | 0     | 1                   | 1      | 36     | 14º     |
| 2005  | Campeonato francês de Fórmula Renault 2.0 | SG Formula     | 16       | 1        | 1     | 3                   | 3      | 70     | 6º      |
|       | Fórmula Renault 2.0 Eurocup               | SG Formula     | 6        | 0        | 0     | 0                   | 0      | 12     | 21º     |
| 2006  | Campeonato francês de Fórmula Renault 2.0 | SG Formula     | 13       | 1        | 1     | 4                   | 4      | 89     | 3º      |
|       | Fórmula Renault 2.0 Eurocup               | SG Formula     | 2        | 0        | 0     | 0                   | 0      | 0      | NC      |
| 2007  | World Series by Renault                   | Tech 1 Racing  | 17       | 0        | 1     | 1                   | 3      | 62     | 10º     |
| 2008  | World Series by Renault                   | Tech 1 Racing  | 9        | 0        | 0     | 1                   | 3      | 55     | 2º      |
| 2009  | Fórmula 2 FIA                             | ND             | ND       | ND       | ND    | ND                  | ND     | ND     | ND      |

## Idioma Wikipédia Original
- Wikipédia Inglesa